# 生活科学部
生活科学部(せいかつかがくぶ、英称：Faculty of Human Life Science / School of Human Life Science / College of Human Life Science)は、生活科学を研究、教育の専門分野とする大学の学部のひとつ。女子大学に多く設置されており、特に歴史を有する大学では、その多くが家政学部を前身としている。また大学によっては生活環境学部や人間生活学部と称している場合もある。
なお、1975年大阪市立大学で家政学部を改組し生活科学部を設置したのが最初である。当時の同学部における学科編成は、食物学科、被服学科、住居学科、児童学科、社会福祉学科の5学科であった。
食品・栄養や被服・服飾といった従来の家政学部の教育・研究に加え、環境や保育・児童教育、人間関係や現代文化等、時代のニーズに応じた教育を行う大学が増えている。

## 生活科学部を置く日本の大学
国立
- お茶の水女子大学

公立
- 大阪市立大学

私立
- 茨城キリスト教大学
- 実践女子大学
- 昭和女子大学
- 椙山女学園大学
- 千里金蘭大学
- 同志社女子大学
- 広島女学院大学
- 四国大学
- 美作大学
- 尚絅大学

## 生活環境学部を置く日本の大学
国立
- 奈良女子大学

私立
- 金城学院大学
- 平安女学院大学
- 武庫川女子大学

## その他類似する学部を置く日本の大学
私立
- 大阪樟蔭女子大学（学芸学部）
- 名古屋経済大学（人間生活科学部）